# 109 هـ
109 هـ هي سنة في التقويم الهجري امتدت مقابلةً في التقويم الميلادي بين سنتي 727 و728.

## وفيات
- بشر بن صفوان الكلبي